# Chaptuzat
Chaptuzat település Franciaországban, Puy-de-Dôme megyében. Lakosainak száma 492 fő (2022. január 1.). Chaptuzat Aigueperse, Artonne, Saint-Agoulin és Vensat községekkel határos.

## Népesség
A település népességének változása:
| Lakosok száma | 487  | 494  | 501  | 491  | 497  | 505  | 509  | 500  | 492  |
|               | 2013 | 2015 | 2016 | 2017 | 2018 | 2019 | 2020 | 2021 | 2022 |